# Virginia Brindis de Salas
Virginia Brindis de Salas (18 de setembro de 1908 – 6 de abril de 1958) foi uma poetisa da comunidade negra uruguaia. A principal poetisa negra do país, ela é também considerada "a mais militante dentre os escritores afro-uruguaios". Sua poesia aborda a realidade social dos uruguaios negros. Pouco se sabe sobre a sua vida; de acordo com Joy Elizondo, ela teria dito que era sobrinha do violinista cubano Claudio Brindis de Salas, embora isso não tenha sido comprovado.

## Experiência
Nascida em Montevidéu, filha de José Salas e María Blanca Rodríguez, Virginia Brindis de Salas foi uma contribuinte ativa para o jornal artístico negro Nuestra Raza. Sua escrita fez dela, junto com Pilar Barrios, uma das poucas poetisas uruguaias que tiveram o seu trabalho publicado.

## Coleções de poesia
Brindis de Salas publicou duas coleções de poemas. A primeira, Pregón de Marimorena, saiu em 1946, dando a ela uma certa quantidade de reconhecimento. A chilena ganhadora do prêmio Nobel Gabriela Mistral escreveu sobre Brindis de Salas: "Cante, minha amada Virginia, você é a única de sua raça que representa o Uruguai. Sua poesia é conhecida em Los Angeles e no ocidente. Eu ouvi falar do seu trabalho através de amigos diplomatas e que Deus permita que este livro seja a chave que abrirá os cofres da sorte para a única mulher negra uruguaia corajosa que eu conheço." Em 1949 Brindis de Salas publicou Cien Cárceles de Amor, que é dividido em quatro seções, cada uma dando destaque a um tipo diferente de música afro: "Baladas", "Chamadas", "Tangos" e "Canções".
De acordo com Caroll Mills Young, em ambas as coleções, Brindis de Salas "evoca poeticamente a realidade social e cultural do Uruguai negro.... Os volumes têm a intenção de promover mudança social no Uruguai; eles exemplificam a cruzada da poetisa por solidariedade, igualdade e dignidade."
No prólogo de Cien Cárceles de Amor Brindis de Salas mencionou um futuro terceiro volume intitulado Cantos de lejanía, mas esse livro nunca foi publicado.